# Avène
Avène is een gemeente in het Franse departement Hérault (regio Occitanie) en telt 275 inwoners (1999). De plaats maakt deel uit van het arrondissement Lodève.

## Geografie
De oppervlakte van Avène bedraagt 67,3 km², de bevolkingsdichtheid is 4,1 inwoners per km².

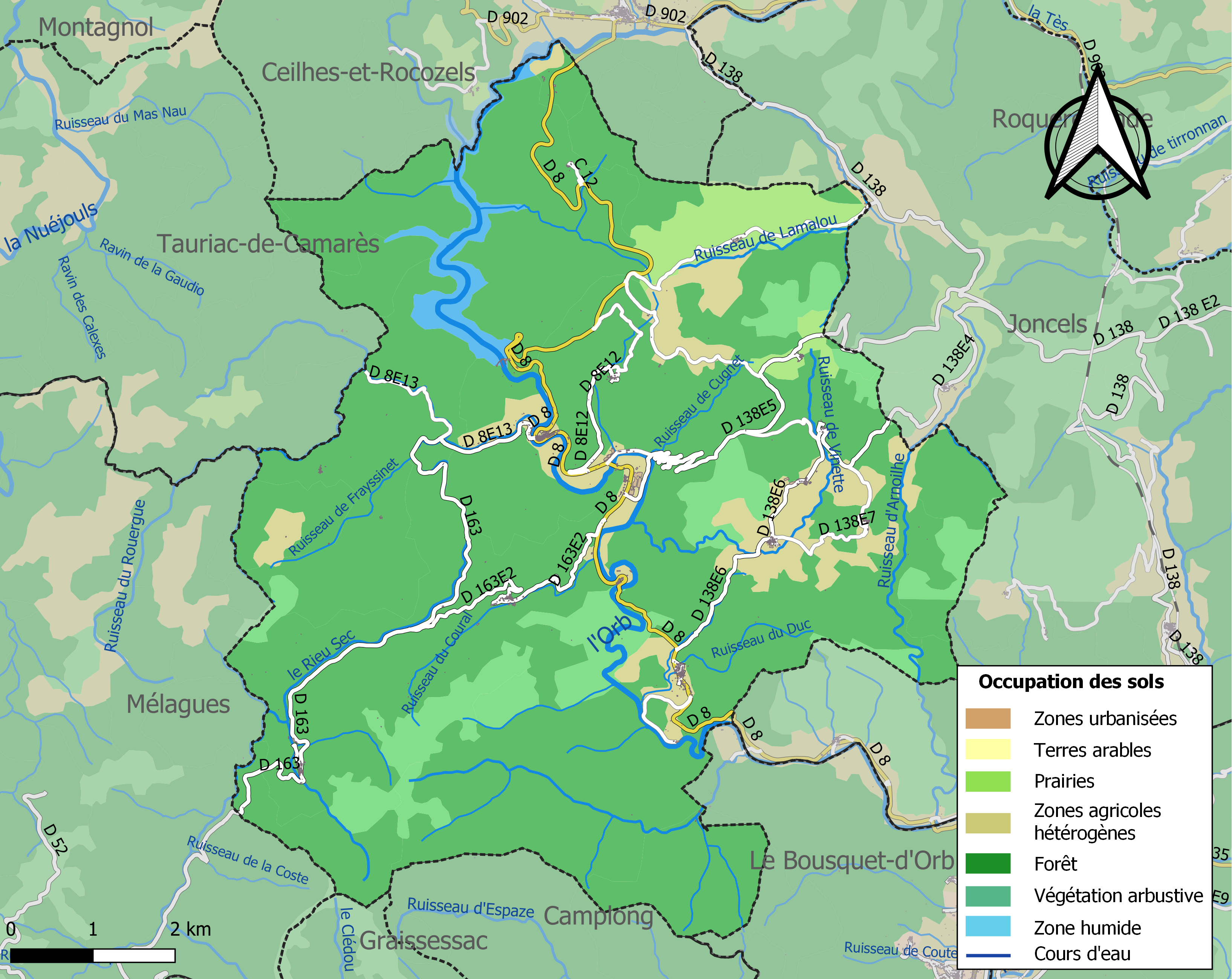
Kaart van de gemeente met de belangrijkste infrastructuur, bodemgebruik en omliggende gemeenten

## Demografie
Onderstaande figuur toont het verloop van het inwonertal (bron: INSEE-tellingen).